# Бон-Аква-Джанкшен (Теннессі)
Бон-Аква-Джанкшен (англ. Bon Aqua Junction) — переписна місцевість (CDP) в США, в окрузі Гікман штату Теннессі. Населення — 1279 осіб (2020).

## Географія
Бон-Аква-Джанкшен розташований за координатами 35°55′41″ пн. ш. 87°18′44″ зх. д. / 35.92806° пн. ш. 87.31222° зх. д. (35.928121, -87.312356).  За даними Бюро перепису населення США в 2010 році переписна місцевість мала площу 12,20 км², уся площа — суходіл.

## Демографія
Згідно з переписом 2010 року, у переписній місцевості мешкало 1230 осіб у 449 домогосподарствах у складі 336 родин. Густота населення становила 101 особа/км².  Було 496 помешкань (41/км²).
Расовий склад населення:
| - 95,8 % — білих - 2,4 % — чорних або афроамериканців - 0,2 % — корінних американців - 0,2 % — азіатів |

До двох чи більше рас належало 1,3 %. Частка іспаномовних становила 0,7 % від усіх жителів.
За віковим діапазоном населення розподілялося таким чином: 27,8 % — особи молодші 18 років, 63,3 % — особи у віці 18—64 років, 8,9 % — особи у віці 65 років та старші. Медіана віку мешканця становила 34,2 року. На 100 осіб жіночої статі у переписній місцевості припадало 87,2 чоловіків;  на 100 жінок у віці від 18 років та старших — 83,9 чоловіків також старших 18 років.
Середній дохід на одне домашнє господарство  становив 34 037 доларів США (медіана — 24 738), а середній дохід на одну сім'ю — 41 172 долари (медіана — 26 726). За межею бідності перебувало 19,7 % осіб, у тому числі 23,6 % дітей у віці до 18 років та 67,9 % осіб у віці 65 років та старших.
Цивільне працевлаштоване населення становило 416 осіб. Основні галузі зайнятості: освіта, охорона здоров'я та соціальна допомога — 21,9 %, фінанси, страхування та нерухомість — 21,4 %, виробництво — 20,0 %.